# Enyedi István (református lelkész)
Enyedi István (Nagybánya, 1659. – Nagyenyed, 1714. augusztus 15.) református lelkész, tanár.

## Élete
Enyedi István fia volt. Debrecenben tanult és 1670. augusztus 20-án a felső osztályba lépett; 1681-ben Nagyenyeden folytatta tanulmányait és a kollégium könyvtárosa volt. 1684-ben a leideni egyetem, 1685-ben a franekeri egyetem hallgatója lett. 1688. november 7-étől Felsőbányán szolgált lelkészként; 1692-től Nagyenyeden a teológia tanára lett. A tatárdúlás alatt bujdosnia kellett, de utána ismét tanított.

## Munkái
- Disputatio Theologica. De Lapsu, Peccato et Causa Peccati. Ex Capite VIII. Confessionis Helveticae Bipartita Claudiopoli, 1681. Két rész.
- Disputatio theologica de sapientia carnis eiusque vanitate Franequerae, 1685.
- Tekintetes Nemzetes Kendefi János felett tartott beszéd. 1694.
- Temetési prédikációja Tótfalusi Kis Miklós felett. 1702. (Csepregi Mihály és Szathmári Németi Mihály prédikációival együtt.)
- Üdvözlő verset írt Musnai Mihályhoz, Szőlősi Pálhoz, Füsi Lőrinchez, Nánási Mihályhoz, Debreceni Ember Pálhoz és Pápai Páriz Ferenchez